# Ingå församling

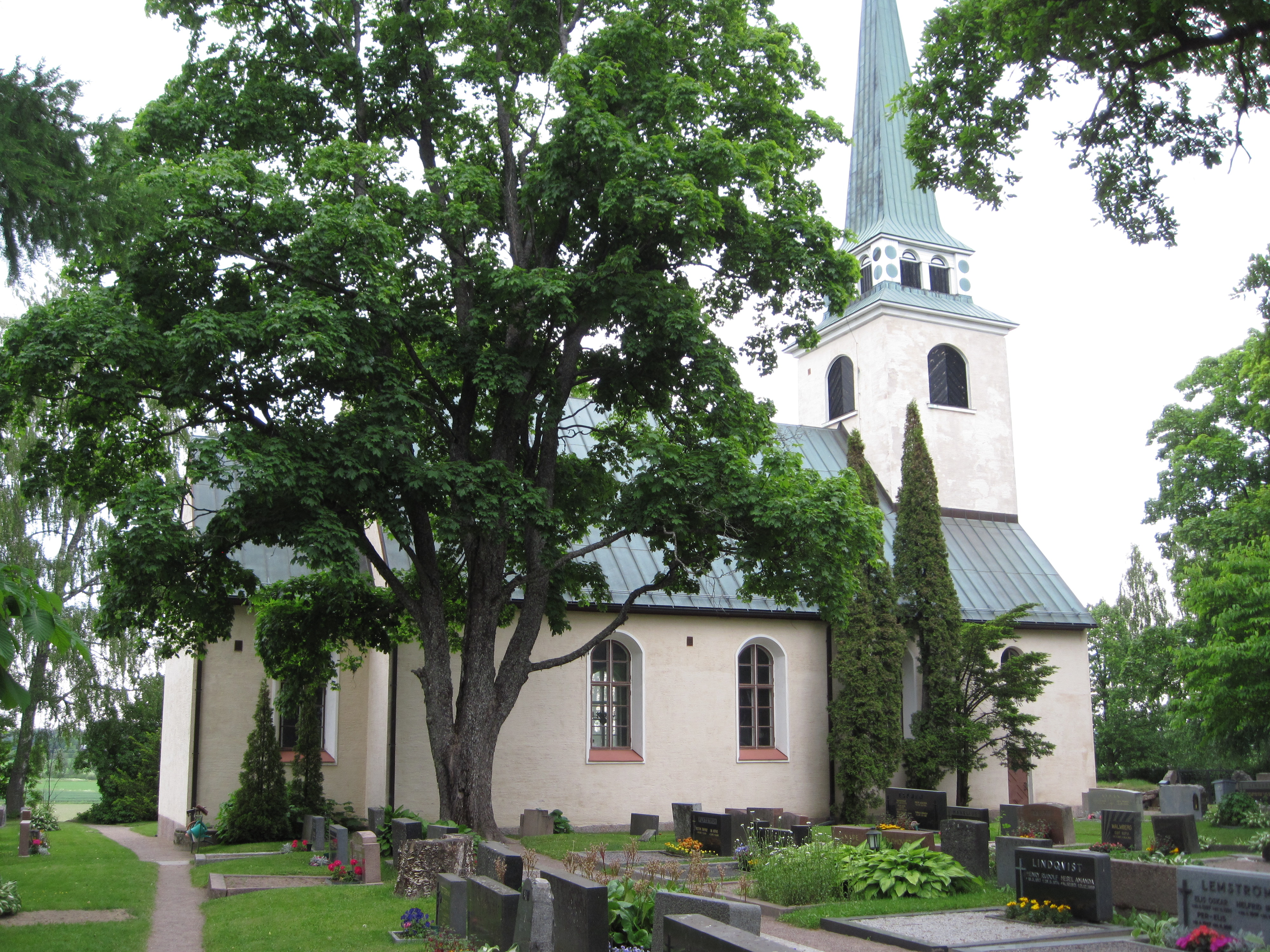
Degerby kyrka

Ingå församling är en församling i Raseborgs prosteri inom Borgå stift i Evangelisk-lutherska kyrkan i Finland. Till församlingen hör de kyrkomedlemmar som är bosatta på Ingå kommuns område. Församlingen är tvåspråkig; majoriteten (60,6 %) av de 3 895 medlemmarna (08/2018) är svenskspråkiga.

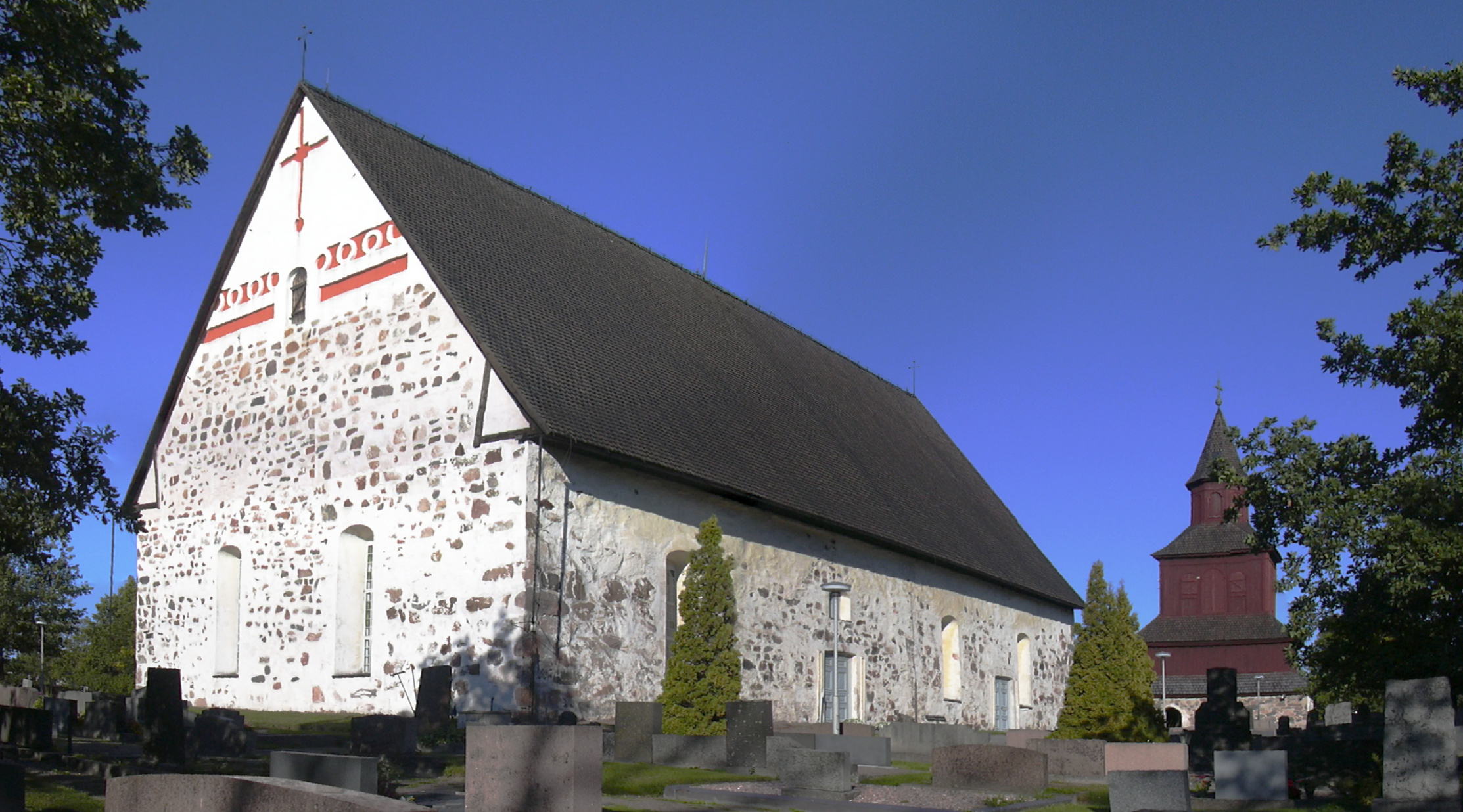
Ingå kyrka

Församlingen grundades på 1200-talet. 
Kyrkoherde i församlingen är Tom Sjöblom.

## Kyrkor
Församlingens hemkyrka är Ingå kyrka, som invigdes ca 1430 och är helgad åt S:t Nikolaus.
Också Degerby kyrka (1932) ligger på församlingens område.

## Präster
Listan över präster i Ingå församling:

### Kyrkoherdar
- Olof (1392)
- Anders (1405)
- Henrik Bertilsson Svarte (1423)
- Jönis Hvit (1437-1451)
- Ragvald (1479)
- Jöran (1536-1537)
- Thomas Johannis (1540-1549)
- Henricus Thomæ (1552-1593)
- Henricus Johannis (1599-1601)
- Nicolaus Laurentii Forsius (1601-1619)
- Jacobus Matthæi (1620-1627)
- Henricus Henrici (1633-1656)
- Johannes Georgii Krokius l. Krook (1657-1671)
- Gabriel Henrici Hagerus (1672-1680)
- Henricus Gabrielis Hagerus (1681-1689)
- Matthias Johannis Krook (1689-1692)
- Gabriel Stenberg (1693-1711)
- Henric Alanus (1711-1713)
- Johan Drysenius (1713-1719)
- Gabriel Hartman (1719-1730)
- Alexander Kepplerus (1731-1738)
- Jakob Sirelius (1739-1774)
- Anders Johan Alftan (1775-1798)
- Johan Åhman (1799-1831)
- Benjamin Frosterus (1831-1837)
- Alex Adolf Laurell (1838-1847)
- Frans Ludvig Schauman (1848-1865)
- Jakob Henrik Roos (1867-1885)
- Gustaf Magnus Boijer (1887-1897)
- Oskar Viktor Begroth (1897-1912)
- Lars Oskar Kjäldström (1914-1950)
- Knut Vilhelm Jansson (1951-1969)
- Hans-Gustav Bruno Andreas von Bergmann (1969-)
- Tom Sjöblom (2016-)

### Kaplan
- Henricus Johannis (1590-)
- Jacobus Matthæi (1606-1619)
- Henricus Henrici (1625-)
- Martinus (1635-1658)
- Gabriel Henrici Hagerus (1659-1672)
- Andreas Ståhlfoth (1672-1676)
- Jacobus Lanæus (1677-1692)
- Jacobus Wendalius (1692-1720)
- Jakob Junge (1722-1729)
- Henrik Astenius (1724-1734)
- Johan Haraldi Alftan (1735-1750)
- Henrik Gustavi Gelin (1752-1754)
- Jakob Abraham Alanus (1755-1769)
- Anders Johan Alftan (1770-1775)
- Karl Bergman (1776-1789)
- Fredrik Gråå (1790-1830)
- Bror Emmanuel Valbeck (1831-1834)
- Jonas Fredrik Berg (1835-1864)
- Erik Vilhelm Henrik Linderoos (1870-1879)
- Herman Oskar Mäkelä (1901-1902)
- Karl Mikael Erenius (1904-1915)
- Paul Berndt Danielsson (1917-1925)
- Artur Emil Ahlblad (1926-1928)
- Alf Ruben Göte Torckell (1935-1937)
- Martin Valdemar Sandvik (1937-1941)
- Knut Vilhelm Jansson (1941-1946)